# تاريخ كونغرس الولايات المتحدة الأمريكية

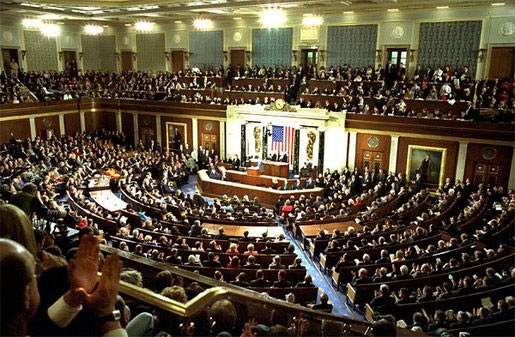

يشير تاريخ الكونغرس الأمريكي إلى السجل الزمني للكونغرس الأمريكي بما في ذلك الجلسات التشريعية.
يلزم الدستور مجلس الشيوخ بتمثيل كل ولاية من ولايات الاتحاد بنائبين. ويعتمد حجم مجلس النواب على عدد الولايات وسكانها . يحدد القانون الحجم العددي للمجلس، وليس الدستور. ازداد حجم المجلس نتيجةً لاستمرار انضمام الولايات على مدار القرن التاسع عشر، ونتيجةً لتوسع الأمة من حيث عدد السكان. وبما أن المجلس يسمح بممثل واحد لعدد قليل من المواطنين يصل إلى 30,000 موطن فقط، فإن الكونغرس أقر من جديد حدوداً أعلى للمجلس، الذي ازداد حجمه إلى أن صدر قانون عام 1911، استناداً إلى التعداد الوطني لعام 1910، إذ تقرر الحد الحالي والأقصى لأعضاء المجلس وهو 335 عضوًا. بالنظر إلى ثبات حجم المجلس واستمرار زيادة عدد السكان، أصبح عضو الكونغرس يمثل 600,000 شخص أو أكثر، بدلاً من تمثيل 30,000 مواطن فقط (كما أقر الدستور مسبقاً).
في فترات مختلفة من التاريخ الأمريكي، تغير دور الكونغرس الأمريكي مع تغير العلاقات مع الفروع الحكومية الأخرى، ففي بعض الأحيان كان يتسم بالتحزب الشديد وفي أحيان أخرى بالتعاون مع أحزاب أخرى لتحقيق غاياتِ معينة. ومع مرور الزمن تغيرت علاقات الكونغرس مع الفروع الحكومية الأخرى. كان الكونغرس بشكل عام أكثر نفوذاً في القرن التاسع عشر منه في القرن العشرين، أي عندما أصبحت الرئاسة (خصوصاً في أوقات الحروب) فرعاً مهيمناً بدرجةِ أكبر.
أظهر أحد المحللين المهتمين بتاريخ الكونغرس أن الكونغرس مر بأربع حقب رئيسية، مع تداخل كبير، تشتمل على الحقبة التكوينية ((1820-1780، والحقبة الحزبية ((1900-1830، وحقبة اللجان ((1960-1910 والحقبة المعاصرة   (1970-حتى يومنا هذا).

## الحقبة التكوينية (1820-1780)

### الكونغرسات القارية
على الرغم من امكانية تتبع تاريخ كونغرس الولايات المتحدة حتى الكونغرس القاري الأول، الذي انعقد خريف عام 1774، فإن الكونغرس الأمريكي الفعلي عُقد في 10 مايو، 1775، بحضور اثنتي عشرة مستعمرة. وبعد ذلك بعام، في 4 يونيو، 1776 أعلن الكونغرس القاري عن أن المستعمرات الثلاث عشرة أصبحت ولايات تتمتع بالاستقلالية والحرية، مطلقًا عليها اسم «الولايات المتحدة الأمريكية». عمل الكونغرس القاري الثاني بمثابة الحكومة الوطنية حتى 1 مارس، 1781، وأشرف على الأمور الحربية والدبلوماسية، وتبنى الوثائق الكونفدرالية قبل أن تصادق عليها الولايات في 1781. كان مصطلح «رجل الكونغرس» أحد أشهر المصطلحات الدالة على الوطنية -مؤيد للكونغرس ضد الملك. حكم كونغرس الكونفدرالية الولايات المتحدة لثمان سنوات (من 1 مارس، 1781 وحتى 4 مارس، 1789). ولعدم وجود رئيس تنفيذي أو اعتيادي قبل عام 1789. حكم الكونغرس الولايات المتحدة.

### الوثائق الكونفدرالية
وضعت الوثائق الكونفدرالية عام 1776، ودخلت حيز التنفيذ عام 1781. مما أدى إلى تأسيس حكومة مركزية ضعيفة، ذات مجلس واحد فقط، حيث تم تمثيل كل ولاية على قدم المساواة وكانت كل منها تتمتع بحق الفيتو في معظم الإجراءات. ولم يكن هناك فرع تنفيذي أو قضائي. مُنح هذا الكونغرس سلطة محددة فيما يتصل بالشؤون الخارجية والمسائل العسكرية، ولكن ليس فيما يتصل بتحصيل الضرائب، أو تنظيم التجارة بين الولايات، أو فرض القوانين. ولم يتمكن هذا النظام من الصمود، في ظل اندلاع المعارك الاقتصادية بين الولايات، والعجز عن قمع التمرد أو ضمان الدفاع المدني.
أصبحت أنابولس العاصمة المؤقتة للولايات المتحدة  بعد التوقيع على معاهدة باريس عام 1783. انعقد الكونغرس في مبنى المجلس التشريعي من 26 نوفمبر، 1783، حتى 3 يونيو، وفي أنابولس في 23 ديسمبر، 1783، حيث استقال جورج واشنطن من منصبه كقائد عام للجيش القاري.
في الكونغرس المنعقد عام 1783، كَلَّف حاكم ماريلاند، جون شاو، مؤسس الحكومة المحلية، بإنشاء علم أمريكي. يختلف العلم بعض الشيء عن التصاميم الأخرى الموجودة في ذلك الوقت. إذ يمتد الحقل الأزرق على طول الرافعة. صمم شاو نسختين من العلم: تبدأ النسخة الأولى بخط أحمر فيما تبدأ الثانية بخط أبيض.
في عام 1787، تمت الدعوة إلى عقد اجتماع، دُعي إليه مندوبون من كافة ولايات الاتحاد، في أنابولس للنظر في الإجراءات التي تهدف إلى التحسين من تنظيم التجارة؛ لكن لم يحضر سوى مندوبون من خمس ولايات فقط (نيويورك، بنسلفانيا، فيرجينيا، نيو جيرسي، وديلاوير)، إلا أن الاجتماع، عُرف فيما بعد باسم «اجتماع أنابولس»، نظرًا لعدم الشروع في الأعمال التي عُقد من أجلها، أصدر قرارًا يدعو إلى عقد اجتماع آخر في فيلادلفيا في السنة القادمة لإجراء تعديلات على الوثائق الكونفدرالية. حيث وُضع واعتُمد في مؤتمر فيلادلفيا دستور الولايات المتحدة الذي لا يزال ساريًا

## الدستور
في مايو 1797، انعقد اجتماع في مبنى المجلس التشريعي في فيلادلفيا بهدف حل المشاكل المتعلقة بالوثائق الكونفدرالية. ولكن بدلًا من ذلك، ألغِيت الوثائق بالكامل ووُضع دستور جديد. اتفقت كافة الولايات على إرسال مندوبين، باستثناء رود آيلاند. كانت الطريقة التي ستُحدد بها هيكلية الكونغرس إحدى أكثر المسائل المثيرة للخلاف التي تواجه المؤتمر. إذ ترسخت الممارسة المتمثلة بوجود هيئات تشريعية مؤلفة من مجلسين «غرفتين» (بايكاميرال  (مجلسين) مشتقة من الكلمة اللاتينية كاميرا بمعنى غرفة) في حكومات الولايات بحلول عام 1787. كانت خطة فيرجينيا لإدموند راندولف تفضل إقامة كونغرس يتألف من مجلسين؛ حيث يتم انتخاب أعضاء المجلس الأدنى من قبل الشعب مباشرةً في حين يتم انتخاب أعضاء المجلس الأعلى من قبل المجلس الأدنى. تلقت الخطة دعمًا من مندوبين ولايات كبيرة لأنها دعت إلى التمثيل على أساس عدد السكان. فضلت الولايات الأصغر، مع ذلك، خطة نيو جيرسي، التي كانت تنص على وجود كونغرس ذو مجلسٍ واحد مع تمثيل الولايات بشكل متساوٍ. بدأت المجادلات حول سلطة الكونغرس ودوره ونفوذه ونطاقه بين الفيدراليين والمعادين للفيدرالية قبل التصديق على الدستور وما زالت مستمرة، بدرجات متفاوتة، حتى يومنا هذا. على العموم، منح الدستور الحكومة الفيدرالية صلاحيات أكثر، كتنظيم التجارة بين الولايات، وإدارة الشؤون الخارجية والعسكرية، وإنشاء عملة وطنية. اعتُبر ذلك ضروريًا لنجاح الدولة الجديدة ولحل النزاعات القائمة نتيجةً للوثائق الكونفدرالية، إلا أن الولايات احتفظت بسيادتها على أمور أخرى. وفي نهاية المطاف تم التوصل إلى «حل وسط»، يعرف أيضًا باسم اتفاقية كونيتيكت أو التسوية الكبرى؛ إذ يوفر أحد مجلسي الكونغرس التمثيل النسبي، فيما يوفر المجلس الآخر التمثيل المتساوي. ولمواصلة الحفاظ على سلطة الولايات، اقترح الاتفاق أن تنتخب الهيئات التشريعية للولايات، وليس الشعب، أعضاء مجلس الشيوخ.
لمنع سوء استخدام السلطة على المستوى الفيدرالي، نص الدستور على الفصل بين السلطات، إذ تقسم المسؤوليات بين الفروع القضائية والتشريعية والتنفيذية. تم التصديق على الدستور مع نهاية عام 1788، وتقرر تنفيذه بالكامل في 4 مارس، 1789.